# STEM
STEM, från engelskans science, technology, engineering and mathematics, är ett samlingsbegrepp för ämnena naturvetenskap, teknik, ingenjörsvetenskap och matematik. Termen används för undervisning i dessa ämnen på alla nivåer, från förskola till forskarutbildning.
Akronymen fick allmän spridning i USA efter 2001 då National Science Foundation började använda den.
I februari 2025 beslutade regeringen Kristersson om en STEM-strategi för Sverige. Samtidigt tillsattes en kommitté under namnet STEM-delegationen för att samordna insatser för att öka andelen utbildade inom STEM-ämnen med särskilt fokus på flickor och kvinnor.